# Shimokitayama (Nara)
Shimokitayama (下北山村 Shimokitayama-mura?) es una villa localizada en la prefectura de Nara, Japón. En julio de 2019 tenía una población estimada de 780 habitantes y una densidad de población de 5,85 personas por km². Su área total es de 133,39 km².

## Geografía

### Localidades circundantes
- Prefectura de Nara
  - Kamikitayama
  - Totsukawa
- Prefectura de Mie
  - Kumano
- Prefectura de Wakayama
  - Kitayama

## Demografía
Según datos del censo japonés, la población de Shimokitayama ha disminuido en los últimos años.
| Año del censo | Población |
| ------------- | --------- |
| 1995          | 1.370     |
| 2000          | 1.292     |
| 2005          | 1.212     |
| 2010          | 1.039     |
| 2015          | 895       |